# 師成親王
師成親王（もろなりしんのう）は、南北朝時代から室町時代にかけての南朝皇族・歌人。後村上天皇の第五皇子で、長慶天皇・後亀山天皇の弟と推定される。母は不詳。出家後の道号は竺源（じくげん）、法諱は恵梵（えぼん）。斕雲子（らんうんし）と号した。

## 経歴

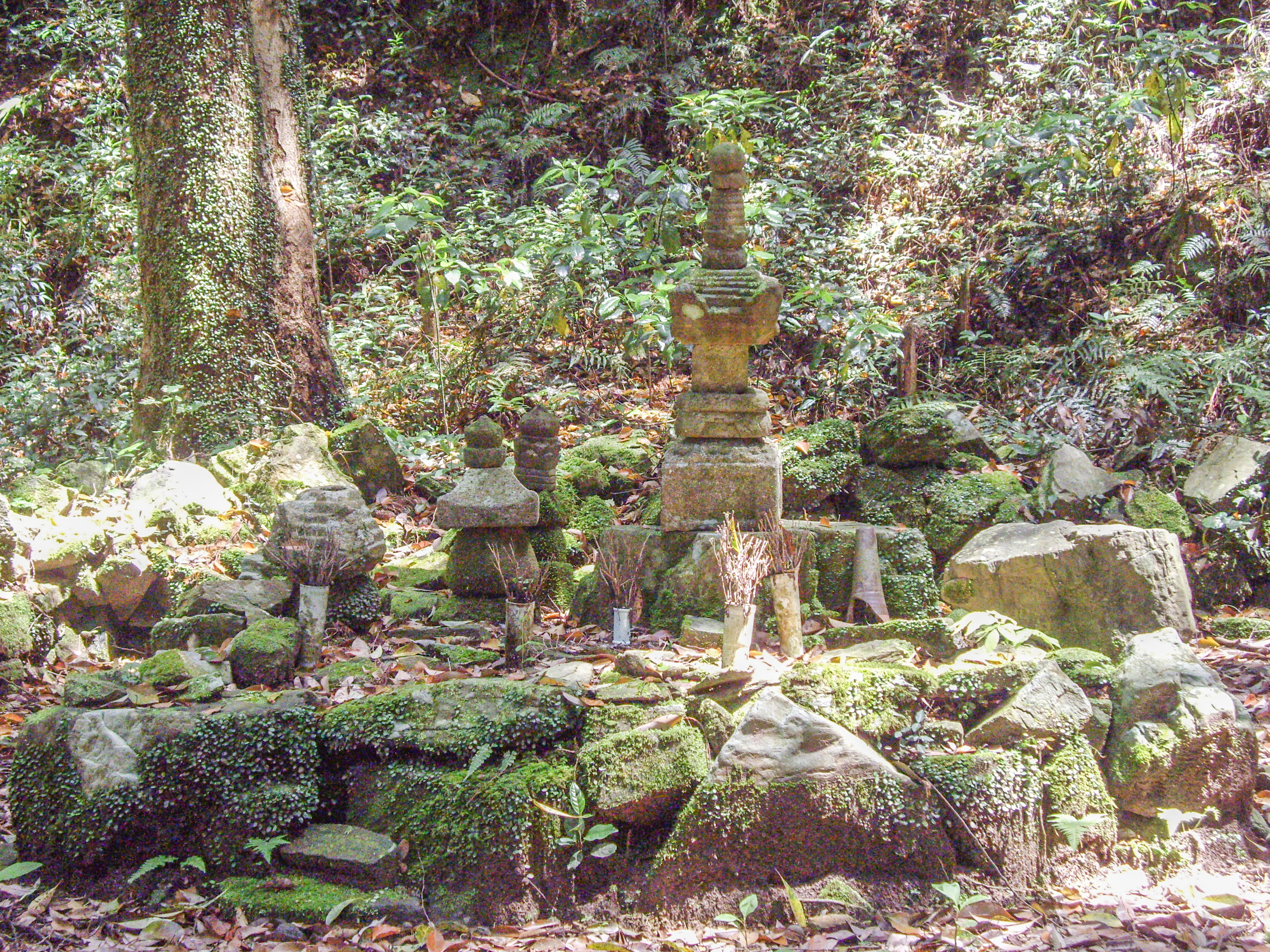
伝師成親王墓（山口市）

正平16年/康安元年（1361年）摂津住吉行宮で誕生する。若年から歌才を認められたらしく、天授元年/永和元年（1375年）の『五百番歌合』には「弁内侍」の隠名で出詠。程なく親王宣下を受けて、兵部卿に任じられる。伯父宗良親王に付嘱して、『新葉和歌集』撰進の名目的統括者となり、自身も同集に5首入集した。
やがて出家して臨済宗仏光派に属し、竺源恵梵と号したが、終焉の地をめぐっては周防説と伊勢説に分かれる。周防説によれば、応永6年（1399年）10月に起きた応永の乱に際し、大内義弘に奉じられて堺籠城戦に参加したものの、12月大内義弘の戦死を受けて周防に敗走、応永7年（1400年）2月法泉寺（山口市）に入り、同寺に住して応永21年（1414年）9月薨去したという。しかし、周防説は『南朝編年記略』を始めとする近世の俗書にしか見えないもので、直ちに信を置くことはできない。

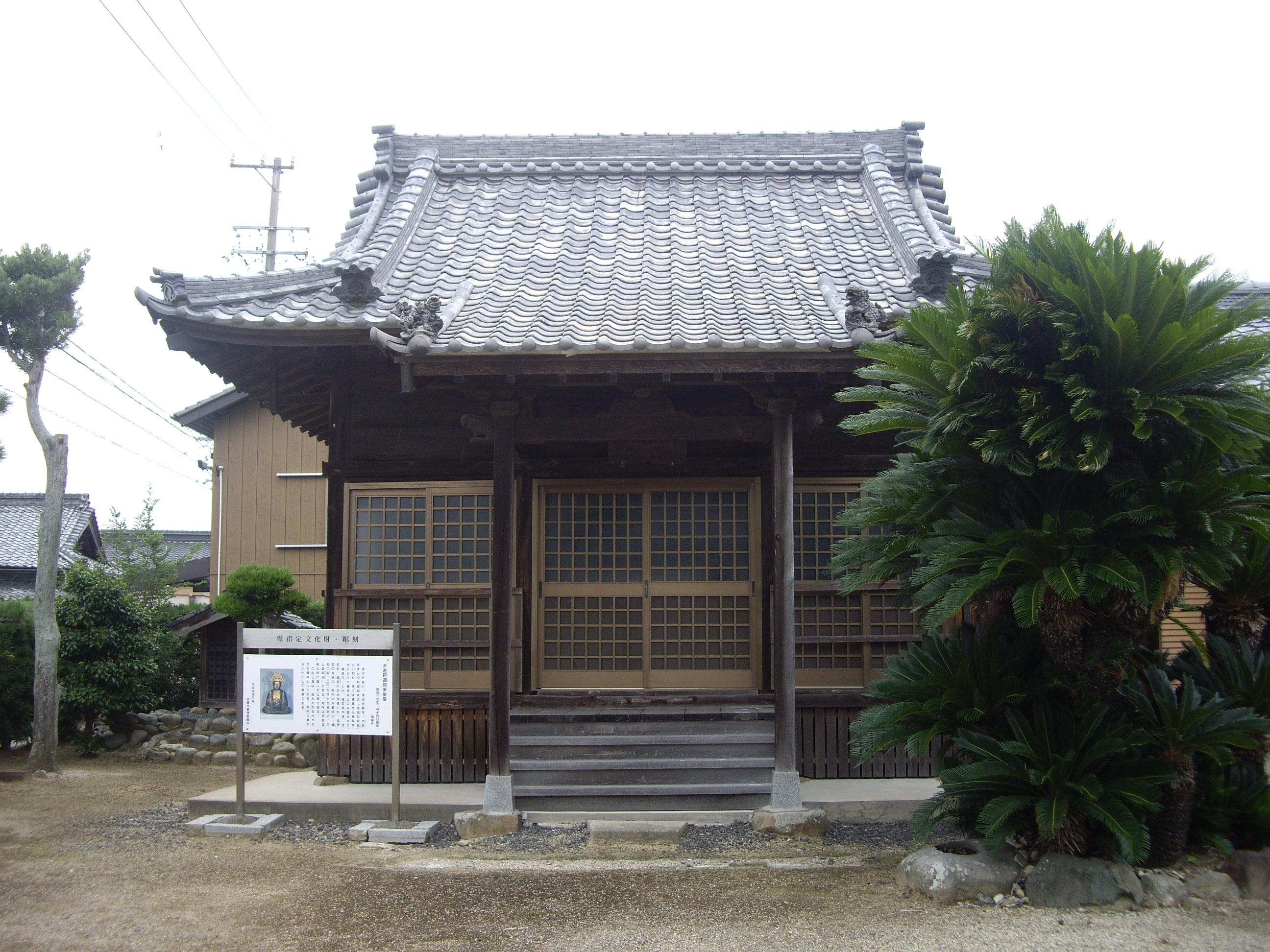
現在の南陽寺（鈴鹿市）

室町期の文芸研究が進展した昨今では伊勢説が有力である。下向の時期は特定できないが、具体的な足跡としては、応永30年（1423年）3月に伊勢栗真荘（三重県鈴鹿市）の南陽寺泉昌庵で『新葉和歌集』（富岡本）を書写したのを皮切りに、11月頓阿の『古今和歌集註』に自身の注説を加筆し（内閣文庫本）、次いで応永32年（1425年）12月北畠親房の撰述にかかる『古今集序註』を書写、応永34年（1427年）7月自らも『古今集抄註』を撰述し、正長元年（1428年）6月「鈴鹿県令入道前右馬頭」のため『古今集』（書陵部本）を書写、永享3年（1431年）12月には源氏物語の語彙辞典『類字源語抄』を新写するなど、60の坂を越してなお盛んに文芸活動を行っていたことが各本の奥書から判明する。以後の消息は明らかでないが、そのまま南陽寺で薨去したと考えられ、現在も近隣の民家には師成の墓と伝える五輪塔が残る。
上記の活動から察するに、禅僧の経歴を踏まずに、余生を和歌の道に託したのだろうが、『新葉集』以後の歌作は1首も残っていない。しかし、師成の書写した『新葉集』や『李花集』は大内氏に相伝され、その文芸活動に少なからず影響を与えた。師成の周防下向説が生じた背景には、このような事情も一端にあろう。